# أندريه فورتين (رياضياتي)
أندريه فورتين هو رياضياتي كندي، ولد في 1956.